# Arkib Negara Malaysia
Das Arkib Negara Malaysia ist das Nationalarchiv von Malaysia (arabisch ارکيب نݢارا  مليسيا, en.: National Archives of Malaysia). Es untersteht dem Ministerium für Kommunikation und Digitales (malaiisch Kementerian Komunikasi dan Digital) und befindet sich in der Hauptstadt Kuala Lumpur.

## Geschichte
Das National Archives of Malaysia wurde am 1. Dezember 1957 als Public Records Office (Pejabat Rekod Awam) gegründet. 1963 wurde es zum Nationalarchiv von Malaysia gemacht. 1966 wurde der National Archives Act No. 44 wurde vom Parlament von Malaysia genehmigt. Im selben Jahr wurde das Gebäude des Nationalarchivs von Malaysia in Petaling Jaya, Selangor, eingeweiht. 1982 wurde das Archiv in ein neues Gebäude in die Jalan Duta, Kuala Lumpur, verlegt. 2003 wurde der Akta Arkib Negara 2003 (Akta 629, National Archives Act) verabschiedet. Im Jahr 2004 wurde das Nationalarchiv unter die Aufsicht des Ministeriums für Tourismus, Kunst und Kultur (Kementerian Kebudayaan, Kesenian dan Warisan Malaysia) gestellt.

## Zweck
Die Hauptaufgaben des Nationalarchivs von Malaysia sind:
- Bereitstellung von Beratungs- und Konsultationsdiensten für Regierungsstellen zu nachhaltigen, systematischen und wirksamen Verwaltungsmaßnahmen für öffentliche Aufzeichnungen, um eine sichere Aufbewahrung öffentlicher Aufzeichnungen zu gewährleisten.
- Nachverfolgen, sammeln, speichern und bewahren aller Aufzeichnungen und Informationen, die einen hohen nationalen und historischen Wert als Schätze des malaysischen Nationalerbes haben.
- Bereitstellung von Referenz- und Forschungseinrichtungen sowie Dokumentationen zur Vervollständigung der Informationen über die Geschichte des Landes.
- Verbreitung von Informationen und Wissen von historischem Wert für die Öffentlichkeit.

## Generaldirektoren des Nationalarchivs
- Tan Sri Dato’ Haji Mubin Sheppard (1957–1962)
- F.R.J. Verhoeven (1962–1966)
- Tan Sri Dato’ Alwi Jantan (1966–1972)
- Encik Saad Marzuki (1973–1977)
- Datuk Zakiah Hanum Abd Hamid (1977–1995)
- Dato’ Habibah Zon (1995–2003)
- Datuk Hajah Rahani Jamil (2003–2006)
- Tuan Haji Mohamed Zawawi (2006–2007)
- Dato’ Haji Sidek Haji Jamil (2007–2010)
- Hajah Samsiah Muhamad (2010–November 2011)
- Dato’ Daresah Haji Ismail (Februar 2012–2014)
- Datuk Azemi Abdul Aziz (April 2014– )